# 내가 뭘 잘못 했길래
《내가 뭘 잘못 했길래》(스페인어: ¿Qué he hecho yo para merecer esto?)는 1984년 개봉한 스페인의 블랙 코미디 드라마 영화로, 페드로 알모도바르 감독의 네 번째 장편 연출작이다. 카르멘 마우라, 앙헬 데 안드레스 로페스, 추스 람프레아베, 베로니카 포르케 등이 출연한다. 마드리드의 어느 문제 많은 가족의 삶을 다룬다.

## 줄거리
가정주부인 글로리아는 남편과 두 아들, 그리고 시어머니와 함께 마드리드 시내의 비좁은 아파트에서 살고 있다. 글로리아는 이기적인 택시 기사 남편, 잔소리꾼 시어머니, 공부는 하지 않는 아들들 때문에 글로리아는 늘 신경질적이고 신경 쇠약에 찌들어 있다. 가난 때문에 집안일뿐 아니라 파출부 일과 잡다한 심부름 일을 하고 있는데, 이 과정에서 폴로라는 경찰관과 외도를 하기도 한다.
둘째아들인 미겔은 친구 아버지 등 나이든 남자를 상대로 매춘을 하며 이를 태연하게 받아들이고 있다. 글로리아가 미겔을 치과에 데려갔을 때, 소아성애자로 보이는 의사가 미겔에게 관심을 보인다. 병원비가 부담된 글로리아는 미겔에게 입양을 가지 않겠느냐고 한다. 미겔은 '내 몸은 내 자유다'라고 답하고 치과 의사의 집으로 가게 된다. 한편, 토니는 학교를 빠지고 마약을 팔아 돈을 벌고 있으며 그 돈으로 전답을 사서 농부가 되려고 한다. 글로리아의 시어머니는 마드리드 생활에 적응을 못하고 시골로 돌아가고 싶어한다. 두 사람은 어느 날 길가에서 도마뱀 한 마리를 주워와 '돈(Dinero)'이라는 이름을 붙이고 집에서 키우기 시작한다. 이웃 중 크리스탈은 남자를 밝히는 매춘부이고, 후아니는 딸 바네사를 홀로 키우며 학대하다시피 하고 있다.
남편 안토니오는 15년 전 독일에서 일할 때, 잘나가던 가수 잉그리트 뮐러의 운전사 노릇을 한 적 있었다. 안토니오는 지금까지도 그녀를 잊지 못하고 사인된 사진과 노래 테이프를 가지고 있으며, 이는 글로리아의 빈축을 산다. 한편 안토니오는 잉그리트의 편지 대필을 해주기도 하였는데, 그 중에는 히틀러에게서 온 편지도 섞여 있었다. 어느 날 안토니오는 이웃집에 사는 작가 루카스에게 이 이야기를 해주었고, 이에 솔깃한 루카스는 히틀러의 필적을 베껴서 거짓 회고록을 만들어 팔자고 안토니오를 계속 꼬드긴다. 안토니오는 이 제안을 단호하게 거절하지만, 루카스가 직접 베를린으로 가서 잉그리트를 만나서 안토니오를 데려오라고 연락하게 한다.
글로리아는 약국에서 신경증 약을 받아오려고 하지만 처방전이 없어 구하지 못한다. 그리고 집에 돌아오니 남편이 잉그리트를 만나겠다며 베를린으로 갈 짐을 싸고 있었다. 무심한 남편에 분노한 글로리아는 안토니오와 크게 다투고, 며칠 째 살점을 떼어내며 아껴 먹던 햄의 뼈를 들어 남편을 내리찍는다. 싱크대에 머리를 찧은 안토니오는 죽어 버린다. 놀란 글로리아는 사건을 은폐하기 위해, 크리스탈과 만나서 알리바이를 만든다. 폴로 경위를 비롯한 경찰들이 들어오자 글로리아는 발뺌을 한다. 도마뱀의 등에 안토니오의 피가 튄 것이 유일한 증거였으나 경찰관이 밟아 죽임으로써 사라지게 된다. 이후 살인 현장인 주방을 정리하려다 이웃집 후아니의 딸 바네사를 잠시 맡게 되는데, 사실 염동력이 있었던 바네사가 주방 청소를 단숨에 해치워 버린다.
안토니오가 죽은 것을 계기로 시어머니와 토니는 마드리드를 떠나 고향으로 내려간다. 홀로 남아 슬픔에 휩싸인 글로리아는 자살을 결심하지만, 입양되었던 미겔이 집으로 돌아와 어머니를 모시고 살기로 하자 마음을 돌리게 된다.

## 출연진
- 카르멘 마우라 - 글로리아
- 앙헬 데 안드레스 로페스 - 안토니오
- 후안 마르티네스 - 토니
- 미겔 앙헬 에란스 - 미겔
- 추스 람프레아베 - 할머니
- 베로니카 포르케 - 크리스탈 스콧
- 키티 만베르 - 후아니
- 소니아 오만 - 바네사
- 곤살로 수아레스 - 루카스 비얄바
- 암파로 솔레르 레알 - 파트리시아 비얄바
- 카티아 로리츠 - 잉그리트 뮐러
- 루이스 오스탈로트 - 폴로
- 하비에르 구루차가 - 치과의사